# Farewell in Broad Daylight
Farewell in Broad Daylight è un singolo del cantante sudcoreano J.Y. Park, pubblicato nel 2007 come parte del suo settimo album in studio, Back to Stage. Il brano vede la collaborazione di Sunye, membro del gruppo femminile Wonder Girls.

## Descrizione
Il brano, noto anche con il titolo inglese alternativo Farewell Under the Sun, è una ballata pop che combina elementi di R&B e soul. La canzone mette in evidenza le capacità vocali di J.Y. Park e Sunye, offrendo un'interpretazione emotiva di un addio in pieno giorno. La collaborazione tra i due artisti ha ricevuto apprezzamenti per la chimica vocale e l'armonia delle loro voci.

## Pubblicazione e promozione
Farewell in Broad Daylight è stato pubblicato nel 2007 come parte dell'album Back to Stage. Per promuovere il brano, J.Y. Park e Sunye si sono esibiti insieme in vari programmi musicali sudcoreani, tra cui Music Core nel dicembre 2007. Queste esibizioni hanno contribuito a rafforzare la popolarità della canzone e a mettere in luce la collaborazione tra i due artisti.

## Eredità
Nel gennaio 2022, J.Y. Park e Sunye hanno reinterpretato Farewell Under the Sun durante il programma televisivo MAMA The Idol, riportando l'attenzione sulla canzone a distanza di quattordici anni dalla sua uscita. Questa performance ha suscitato nostalgia tra i fan e ha evidenziato la duratura popolarità del brano.